# East Hoathly with Halland
East Hoathly with Halland är en civil parish i Storbritannien.   Den ligger i grevskapet East Sussex och riksdelen England, i den södra delen av landet, 70 km söder om huvudstaden London. Arean är 15,1 kvadratkilometer.
Terrängen i East Hoathly with Halland är platt.